# Danny Szetela
Daniel Gregory Szetela (ur. 7 czerwca 1987 w Passaic) – amerykański piłkarz polskiego pochodzenia występujący na pozycji pomocnika w amerykańskim klubie New York Cosmos.

## Kariera
W 2003 roku Szetela ukończył Akademię Amerykańskiej Federacji Piłki Nożnej w Bradenton i został powołany na Mistrzostwach Świata U-17, gdzie wystąpił we wszystkich spotkaniach swojej reprezentacji. W połowie sezonu 2004 Amerykanin trafił do zespołu Columbus Crew. Rok później wraz z kadrą do lat 20 udał się na młodzieżowe Mistrzostwach Świata. 31 sierpnia 2007 roku Szetela został zawodnikiem hiszpańskiego Racingu Santander, skąd z kolei wypożyczono go do włoskiej Brescii Calcio. 17 października 2007 roku zadebiutował w reprezentacji Stanów Zjednoczonych. Stało się to w 85. minucie towarzyskiego meczu ze Szwajcarią. W 2009 roku Szetela powrócił do Stanów i został zawodnikiem D.C. United. Rok później opuścił klub i przez kolejne trzy lata pozostawał wolnym zawodnikiem. Dopiero w 2013 roku trafił do amatorskiego Icon FC. Na początku lipca 2013 roku Szetela został piłkarzem New York Cosmos.